# Renfield
R. M. Renfield è un personaggio immaginario del romanzo Dracula di Bram Stoker.

## Nel romanzo di Stoker
Renfield è un paziente di 59 anni, ricoverato nel manicomio del dottor Seward. Viene presentato come uno zoofago, cioè una persona che mangia animali, facendolo in modo cumulativo. Dopo aver catturato delle mosche di cui inizialmente si è nutrito, in seguito alle richieste del dott. Seward di sbarazzarsene, Renfield impiega tre giorni per catturare dei ragni con cui eliminare le mosche (le utilizza infatti come cibo per i ragni). Ma quando anche i ragni iniziano a divenire troppi, sempre dietro richiesta di Seward di eliminarne almeno una parte, Renfield inizia a catturare e addestrare passeri per eliminare appunto i ragni. Il passo successivo sarà chiedere a Seward un gatto, sempre per lo stesso motivo; e cioè proseguire la catena di sterminio eliminando stavolta gli uccelli. Seward naturalmente rifiuta di concedere il felino all'uomo, così incapace di procurarsi autonomamente l'animale Renfield un giorno decide di divorare crudi tutti i suoi uccelli (naturalmente li rigetterà in preda ad una crisi). Lo fa perché crede che più anime ingerirà più vivrà a lungo.
Con l'arrivo della nave Demeter, Renfield inizia a peggiorare, delirando di un fantomatico Signore, indizio dell'arrivo del Conte Dracula in Inghilterra. Alternando fasi di delirio acuto a fasi di relativa lucidità, arriva anche a tentare di uccidere il dottore. Il Conte, in cambio dei suoi servigi, gli promette migliaia di animali di cui nutrirsi ma, dopo un'iniziale sottomissione, decide di ribellarsi, nel tentativo di proteggere la giovane Mina Murray, che il vampiro voleva fare sua sposa. Per questo motivo, Renfield sarà ucciso da Dracula, riuscendo però, in punto di morte, a rivelare la verità a Van Helsing, salvando la vita alla ragazza.

## I film
Nelle varie trasposizioni cinematografiche la causa della pazzia di Renfield è attribuita ad un incontro con Dracula, precedente a Jonathan, mentre nel romanzo è già pazzo quando incontra il Conte Dracula.
Nel film Dracula (1931) di Tod Browning, Renfield si presenta al castello in Transilvania come un agente immobiliare, ma verrà ben presto ridotto in schiavitù dal Conte Dracula, interpretato da Bela Lugosi, che lo porterà con sé in Inghilterra e, lì, ridotto alla pazzia, finirà in manicomio.
In Count Dracula, Klaus Kinski interpreta un Renfield che non pronuncia una parola. Nel film Dracula di Bram Stoker il signor R. N. Renfield (Tom Waits) è un procuratore legale della ditta Hawkins (presso la quale lavora anche Harker) che diviene malato mentale dopo il suo viaggio in Transilvana, allo scopo di mediare l'acquisto di un immobile a Londra da parte del conte. È ossessionato da una sorta di brama sanguinaria e per questo rinchiuso nel manicomio di Carfax Abbey. Nella cella, si ciba di ogni forma di vita che gli capiti a tiro (prevalentemente insetti), che secondo lui, gli danno forza vitale.

### Gli attori
- Nosferatu il vampiro (1922): Alexander Granach[1]
- Dracula (1931): Dwight Frye
- Drácula (1931): Pablo Álvarez Rubio
- Il conte Dracula (1969): Klaus Kinski
- Dracula (1979): Tony Haygarth
- Nosferatu, principe della notte (1979): Roland Topor
- Dracula di Bram Stoker (1992): Tom Waits
- Nàdja (1994): Karl Geary
- Dracula morto e contento (1995): Peter MacNicol
- Dracula 3D (2012): Giovanni Franzoni
- Penny Dreadful (2016): Samuel Barnett
- Dracula (2020): Mark Gatiss
- Renfield (2023): Nicholas Hoult
- Nosferatu (2024): Simon McBurney